# Pioneer (entreprise)
Pour les articles homonymes, voir Pioneer.
Pioneer Corporation est une multinationale japonaise basée à Tokyo et créée en 1938. Initialement réparateur de radio et de haut-parleurs pour automobile, la marque s'est spécialisée dans l'électronique en proposant depuis le début du XXIe siècle des lecteurs CD et DVD pour la Hi-Fi et toute une gamme de platines CD et table de mixage pour les DJs. Il est possible de citer la fameuse série de platines CDJ et la gamme de tables de mixage DJM. La marque propose aussi du matériel de cyclisme, pour la réparation et l'entretien de vélo. 
La marque est devenue une des marques référence dans le monde des DJs. Dans les années 2010, et plus particulièrement à partir de 2013 où les ventes progressent sensiblement, la marque occupe pratiquement les deux-tiers du marché des produits pour DJ avec un chiffre d'affaires pour ce domaine de 200 millions de dollars. En 2015, l'entreprise se scinde en deux entités : Pioneer Corporation et Pioneer DJ corporation. La seconde, revendue à un fonds d'investissement américain devient indépendante puis change de nom en 2020 pour devenir AlphaTheta Corporation. Pioneer DJ devient alors simplement une marque, sans rapport direct avec l'entreprise japonaise Pioneer Corporation.

## Histoire
Pioneer est le premier concepteur des enregistreurs DVD lancé en 1997 mais aussi du premier enregistreur Blu-Ray lancé en 2006.
La société a dévoilé au Consumer Electronics Show de Las Vegas[Quand ?] un nouvel écran plasma de 9 mm d'épaisseur et de 50 pouces (127 cm) de diagonale du nom de Project Kuro. Cette performance est le fruit de 10 ans de recherche.
En septembre 2014, Pioneer vend sa filiale AV biz à Onkyo, il acquiert par ce biais une participation de 15 % dans Onkyo. Le même mois, Pioneer annonce la vente de ses activités de DJ à KKR pour environ 550 millions de dollars.
En décembre 2018, Le groupe d'électronique, en difficulté,  annonce un renflouement de 102 milliards de yens (785 millions d'euros) par un fonds d'investissement hongkongais, qui va prendre l'entier contrôle de ce grand nom japonais du secteur. Le fonds, (BPEA),  dans un premier temps investira 77 milliards de yens pour assainir rapidement les comptes de la société et lui permettre de continuer ses opérations. Ensuite, il rachète l'ensemble des actions en circulation pour environ 25 milliards de yens et  sort Pioneer de la Bourse.